# Liste des édifices religieux de Reims
Cet article présente la liste des édifices religieux situés sur le territoire de la ville de Reims.

## Christianisme

### Catholicisme
| Monument                                                  | Adresse                                             | Coordonnées                            | Protection                                                                                          | Date          | Illustration                                              |
| --------------------------------------------------------- | --------------------------------------------------- | -------------------------------------- | --------------------------------------------------------------------------------------------------- | ------------- | --------------------------------------------------------- |
| Cathédrale Notre-Dame                                     | Place du Cardinal-Luçon                             | 49° 15′ 12″ nord, 4° 02′ est           | | XIIIe siècle  | Cathédrale Notre-Dame                                     |
| Basilique Saint-Rémi                                      | Place du Chanoine-Ladame                            | 49° 14′ 35″ nord, 4° 02′ 31″ est       | | XIe siècle    | Basilique Saint-Rémi                                      |
| Basilique Sainte-Clothilde                                | Place Sainte-Clothilde                              | 49° 14′ 16″ nord, 4° 01′ 57″ est       | | XIXe siècle   | Basilique Sainte-Clothilde                                |
| Église Saint-Jacques                                      | Rue Marx-Dormoy                                     | 49° 15′ 14″ nord, 4° 01′ 42″ est       | | XIIIe siècle  | Église Saint-Jacques                                      |
| Église Saint-Maurice                                      | Rue Saint-Maurice                                   | 49° 14′ 48,17″ nord, 4° 02′ 27,41″ est | (partiellement reconstruite en 1867 puis après l'incendie de 1942)                                  | XVIIe siècle  | Église Saint-Maurice                                      |
| Église Saint-André                                        | Rue du Cardinal Gousset                             | 49° 15′ 33″ nord, 4° 02′ 29″ est       | possède un vitrail du xvie siècle                                                                   | XIXe siècle   | Église Saint-André                                        |
| Église Saint-Thomas                                       | Place Saint-Thomas                                  | 49° 15′ 55″ nord, 4° 01′ 31″ est       | | XIXe siècle   | Église Saint-Thomas                                       |
| Église Saint-Jean-Baptiste-de-La-Salle de Reims           | Avenue Jean-Jaurès (Reims)                          | 49° 15′ 41″ nord, 4° 03′ 06″ est       | | XIXe siècle   | Église Saint-Jean-Baptiste-de-La-Salle de Reims           |
| Église Sainte-Geneviève                                   | Rue Cazin                                           | 49° 14′ 47″ nord, 4° 00′ 52″ est       | | XIXe siècle   | Église Sainte-Geneviève                                   |
| Église Notre-Dame de France                               | Rue Edmé-Moreau                                     | 49° 16′ 44″ nord, 4° 01′ 38″ est       | | XXe siècle    | Église Notre-Dame de France                               |
| Église Saint-Jean-Baptiste de La Neuvillette              | Rue Jules Corpelet                                  | 49° 17′ 21″ nord, 4° 00′ 21″ est       | | XXe siècle    | Église Saint-Jean-Baptiste de La Neuvillette              |
| Église Saint-Benoît                                       | Rue de Pontgivard                                   | 49° 16′ 06″ nord, 4° 01′ 49″ est       | | XXe siècle    | Église Saint-Benoît                                       |
| Église du Sacré-Cœur                                      | Rue Ernest-Renan                                    | 49° 15′ 44″ nord, 4° 00′ 53″ est       | Eglise désacralisée, accueillera à partir du mois de décembre 2020, l’Atelier de vitraux Simon-Marq | XXe siècle    | Église du Sacré-Cœur                                      |
| Église Saint-Paul d'Orgeval                               | Rue Albert Schweitzer                               | 49° 16′ 50″ nord, 4° 01′ 14″ est       | | XXe siècle    | Église Saint-Paul d'Orgeval                               |
| Église Saint-Bruno de Reims                               | Avenue Bonaparte                                    | 49° 13′ 40″ nord, 4° 00′ 36″ est       | | XXe siècle    | Église Saint-Bruno de Reims                               |
| Église Sainte-Thérèse                                     | Place Sainte-Thérèse                                | 49° 16′ 02″ nord, 4° 04′ 02″ est       | | XXe siècle    | Église Sainte-Thérèse                                     |
| Église Sainte-Jeanne-d'Arc                                | Rue de Verdun                                       | 49° 15′ 59″ nord, 4° 02′ 39″ est       | | XXe siècle    | Église Sainte-Jeanne-d'Arc                                |
| Église Saint-François d'Assise                            | Rue René-Clair (Murigny)                            | 49° 12′ 49″ nord, 4° 01′ 32″ est       | | XXe siècle    | Église Saint-François d'Assise                            |
| Église Saint-Louis                                        | Rue du Chanoine René-Camus                          | 49° 13′ 58″ nord, 4° 01′ 18″ est       | | XXe siècle    | Église Saint-Louis                                        |
| Église Saint-Vincent de Paul de Reims                     | 12 Rue de Brazzaville                               | 49° 15′ 17″ nord, 4° 03′ 34″ est       | | XXe siècle    | Église Saint-Vincent de Paul de Reims                     |
| Église Saint-Pierre (Quartier Châtillons)                 | Rue Georges-Hodin                                   | 49° 13′ 34″ nord, 4° 02′ 12″ est       | | XXe siècle    | Église Saint-Pierre (Quartier Châtillons)                 |
| Église Saint-Nicaise (Quartier Chemin Vert)               | Avenue de la Marne                                  | 49° 14′ 53″ nord, 4° 03′ 18″ est       | | XXe siècle    | Église Saint-Nicaise (Quartier Chemin Vert)               |
| Église Saint-Joseph                                       | Boulevard Albert Ier                                | 49° 14′ 51″ nord, 4° 02′ 02″ est       | | XXe siècle    | Église Saint-Joseph                                       |
| Chapelle Notre-Dame de la Paix Foujita                    | Rue du Champ-de-Mars (Reims)                        | 49° 15′ 51″ nord, 4° 02′ 17″ est       | | XXe siècle    | Image manquante Téléverser                                |
| Chapelle Sainte-Croix                                     | Rue du Champ-de-Mars (Reims)                        | 49° 15′ 42″ nord, 4° 01′ 54″ est       | | XVIIIe siècle | Chapelle Sainte-Croix                                     |
| Chapelle Sainte-Geneviève (Cimetière de l'Ouest)          | Rue de Bezannes                                     | 49° 14′ 30″ nord, 4° 00′ 21″ est       | | XIXe siècle   | Chapelle Sainte-Geneviève (Cimetière de l'Ouest)          |
| Ancienne chapelle archiépiscopale Palais du Tau           | Place du Cardinal-Luçon                             | 49° 15′ 13″ nord, 4° 02′ 05″ est       | | XIIIe siècle  | Ancienne chapelle archiépiscopale Palais du Tau           |
| Chapelle des sœurs de l'Enfant Jésus                      | Rue des Orphelins                                   | 49° 14′ 58″ nord, 4° 02′ 19″ est       | |               | Chapelle des sœurs de l'Enfant Jésus                      |
| Collège Saint-Joseph de ReimsChapelle Saint-Joseph        | Rue de Venise                                       | 49° 14′ 51″ nord, 4° 02′ 02″ est       | | XIXe siècle   | Collège Saint-Joseph de ReimsChapelle Saint-Joseph        |
| Chapelle Saint-Laurent                                    | Rue des Essillards                                  | 49° 14′ 07″ nord, 4° 03′ 05″ est       | | XXe siècle    | Chapelle Saint-Laurent                                    |
| Chapelle Saint Marcoul                                    | Rue Brûlée                                          | 49° 15′ 02″ nord, 4° 01′ 59″ est       | | XIXe siècle   | Chapelle Saint Marcoul                                    |
| Chapelle du Verbe-Incarné et de Notre-Dame-du-Mont-Carmel | Rue du Barbâtre                                     | 49° 14′ 52″ nord, 4° 02′ 24″ est       | Chapelle désacralisée                                                                               |               | Chapelle du Verbe-Incarné et de Notre-Dame-du-Mont-Carmel |
| Chapelle du lycée du Sacré-coeur                          | Rue de Courlancy                                    | 49° 14′ 24″ nord, 4° 01′ 32″ est       | |               | Chapelle du lycée du Sacré-coeur                          |
| Chapelle des Jésuites                                     | Place Museux                                        | 49° 14′ 47″ nord, 4° 02′ 25″ est       | |               | Chapelle des Jésuites                                     |
| Chapelle Saint-Sixte                                      | Rue du Lieutenant-Herduin                           | 49° 15′ 01″ nord, 4° 02′ 16″ est       | | XXe siècle    | Chapelle Saint-Sixte                                      |
| Chapelle basse maison Saint-Sixte                         | Rue du Lieutenant-Herduin                           | 49° 15′ 01″ nord, 4° 02′ 16″ est       | | XXe siècle    | Chapelle basse maison Saint-Sixte                         |
| Chapelle Saint-Louis                                      | Rue de l'Université                                 | 49° 15′ 08″ nord, 4° 02′ 15″ est       | |               | Chapelle Saint-Louis                                      |
| Ancienne chapelle de l'abbé de Saint-Remi                 | Rue du Grand Cerf                                   | 49° 14′ 38″ nord, 4° 02′ 32″ est       | |               | Ancienne chapelle de l'abbé de Saint-Remi                 |
| Ancienne église Saint-Julien                              | Rue Saint-Julien                                    | 49° 14′ 35″ nord, 4° 02′ 34″ est       | |               | Ancienne église Saint-Julien                              |
| Vestiges de l'église des Jacobins                         | Rue des Jacobins                                    | 49° 15′ 06″ nord, 4° 01′ 54″ est       | |               | Vestiges de l'église des Jacobins                         |
| Vestiges de la chapelle des cordeliers                    | Rue des Trois-Raisinets                             | 49° 15′ 17″ nord, 4° 02′ 17″ est       | |               | Vestiges de la chapelle des cordeliers                    |
| Église Saint Jean Marie Vianney.                          | Boulevard du Président-Wilson                       | 49° 14′ 18″ nord, 4° 01′ 21″ est       | Église détruite en 2014, lors de la restructuration du quartier                                     | 1960          | Image manquante Téléverser                                |
| Ancienne chapelle du couvent des Sœurs auxiliatrices      | Rue Buirette.                                       | 49° 15′ 15″ nord, 4° 01′ 34″ est       | |               | Ancienne chapelle du couvent des Sœurs auxiliatrices      |
| Chapelle Maison Saint-Martin                              | Rue Bétheny.                                        | 49° 16′ 00″ nord, 4° 02′ 47″ est       | |               | Chapelle Maison Saint-Martin                              |
| Église Saint-Michel                                       | 19 Place du Chapitre                                | 49° 15′ 17″ nord, 4° 02′ 01″ est       | Il ne reste que la porte de l'édifice qui est classée au titre des monuments historiques            |               | Église Saint-Michel                                       |
| Chapelle du Lycée Jean-XXIII                              | Lycée Jean-XXIII Rue Andrieux                       | 49° 15′ 34″ nord, 4° 02′ 09″ est       | |               | Chapelle du Lycée Jean-XXIII                              |
| Ancienne chapelle du Petit Séminaire                      | 33 Rue Raymond-Guyot                                | 49° 15′ 38″ nord, 4° 02′ 44″ est       | "Amphithéâtre Charles Rogelet"                                                                      |               | Ancienne chapelle du Petit Séminaire                      |
| Chapelle Notre-Dame                                       | Collège Notre-Dame de Reims, 25 Rue de l'Université | 49° 15′ 08″ nord, 4° 02′ 15″ est       | | 1743          | Chapelle Notre-Dame                                       |
| Chapelle Fondation Roederer Boisseau                      | Rue de Courlancy                                    | 49° 14′ 32″ nord, 4° 01′ 25″ est       | |               | Chapelle Fondation Roederer Boisseau                      |

#### Anciens édifices

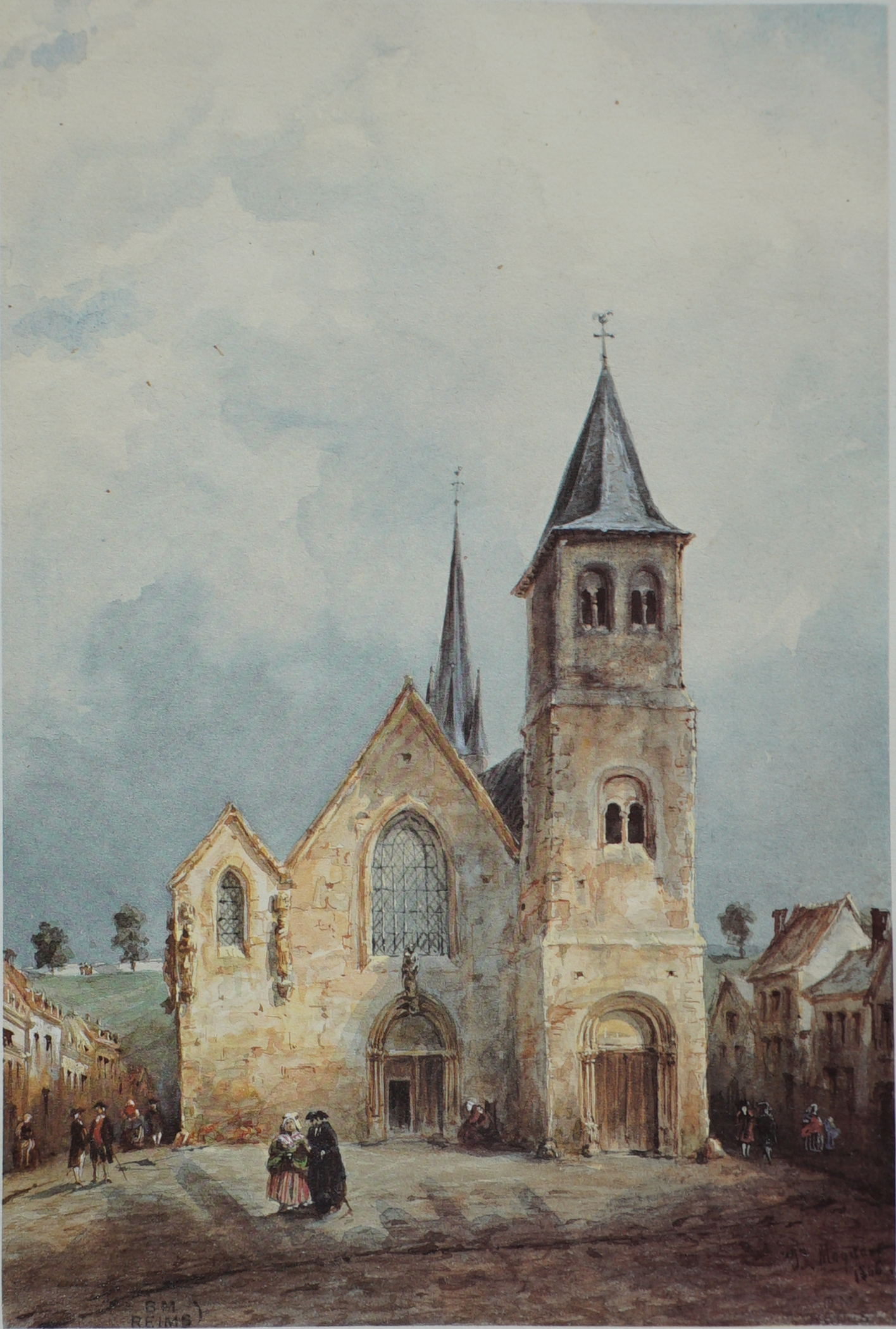
L'église disparue st-Hilaire par Jacques-Joseph Maquart.

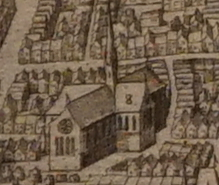
L'église disparue de la Magdeleine.

- Ancienne église Saint-Nicaise de Reims
- Ancienne église Saint-Pierre-le-Vieil
- Abbaye Saint-Denis de Reims
- Abbaye Saint-Étienne-les-Dames
- Abbaye Saint-Pierre-les-Dames
- Abbaye Saint-Remi de Reims
- Commanderie de Reims
- Collégiale Sainte-Balsamie de Reims
- Collégiale Saint-Symphorien de Reims
- Collégiale Saint-Timothée de Reims
- Couvent des Minimes de Reims
- Couvent des Capucins de Reims

### Protestantisme
| Monument       | Adresse         | Coordonnées                      | Protection | Date | Illustration   |
| -------------- | --------------- | -------------------------------- | ---------- | ---- | -------------- |
| Temple réformé | Boulevard Lundy | 49° 15′ 31″ nord, 4° 02′ 15″ est |            | 1923 | Temple réformé |

### Autres mouvements chrétiens
| Monument                                             | Adresse               | Coordonnées    | Protection | Date | Illustration               |
| ---------------------------------------------------- | --------------------- | -------------- | ---------- | ---- | -------------------------- |
| Église de Jésus-Christ des saints des derniers jours | rue Bazin             | à géolocaliser |            |      | Image manquante Téléverser |
| Temple du culte antoiniste                           | rue du docteur Thomas | à géolocaliser |            | 1930 | Temple du culte antoiniste |

## Judaïsme
| Monument  | Adresse    | Coordonnées                      | Protection | Date | Illustration |
| --------- | ---------- | -------------------------------- | ---------- | ---- | ------------ |
| Synagogue | rue Clovis | 49° 14′ 57″ nord, 4° 01′ 47″ est |            | 1879 | Synagogue    |

## Islam
| Monument                    | Adresse                  | Coordonnées                      | Protection | Date | Illustration               |
| --------------------------- | ------------------------ | -------------------------------- | ---------- | ---- | -------------------------- |
| Grande mosquée de Reims     | 7 Chaussée Saint-Martin  | 49° 14′ 26″ nord, 4° 01′ 51″ est |            | 2014 | Grande mosquée de Reims    |
| Mosquée Al Mansour de Reims | 1 Rue sainte Thérèse     | 49° 16′ 00″ nord, 4° 04′ 03″ est |            |      | Image manquante Téléverser |
| Mosquée AL Hidaya de Reims  | 12 Rue Anna Marly        | à géolocaliser                   |            |      | Image manquante Téléverser |
| Mosquée                     | rue de la Maison-Blanche | à géolocaliser                   |            |      | Mosquée                    |